# Richard Erle-Drax-Grosvenor
Pour les articles homonymes, voir Drax et Grosvenor.
Richard Erle-Drax-Grosvenor (né Grosvenor, 5 octobre 1762 - 8 février 1819) est un homme politique britannique.

## Biographie

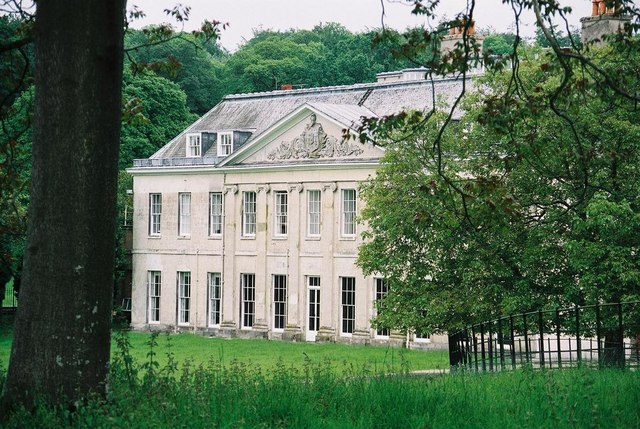
Charborough House, Dorset

Né dans la famille Grosvenor dirigée aujourd'hui par le duc de Westminster, il est le fils de Thomas Grosvenor, deuxième fils de Robert Grosvenor (6e baronnet). Sa mère Deborah est la fille de Stephen Skynner, tandis que le maréchal Thomas Grosvenor (maréchal) est son frère cadet.
Il est élu au parlement comme l'un des deux représentants de Clitheroe en 1794, un siège qu'il occupe jusqu'en 1796. En 1802, il est élu député de Chester (succédant à son jeune frère Thomas), circonscription qu'il représente jusqu'en 1807. Il est réélu une fois de plus à la Chambre des communes en 1818  pour New Romney, un siège qu'il occupe jusqu'à sa mort l'année suivante. Il est haut shérif du Dorset en 1800–1801.
Erle-Drax-Grosvenor est décédé en février 1819, à l'âge de 56 ans. Il épouse Frances, fille et héritière d'Edward Drax, de Charborough House, Dorset, en 1788, et prend les noms de famille supplémentaires d'Erle-Drax en héritant de Charborough Park à la mort d'Edward Drax en 1791. Ils ont un fils et deux filles. Son fils, Richard, lui succède en tant que député de New Romney.